# Dissozialität
Dissozialität (aus dem lateinischen Präfix dis- = „un-“ und lat. socialis = „gemeinschaftlich“) ist ein aus der Psychologie und Soziologie stammender Begriff. Damit werden Verhaltensweisen charakterisiert, die sich nicht in ein vorhandenes soziales Norm- und Wertesystem einordnen. Neben der Fähigkeit und Bereitschaft einer Person zu dieser Einordnung ist dies auch abhängig vom jeweiligen Norm- und Wertesystem selbst. Dissoziales Verhalten umfasst eine größere Anzahl unterschiedlicher problematischer Verhaltensweisen, welchen die Verletzung von altersgemäßen sozialen Erwartungen, Regeln und informellen wie formellen Normen gemeinsam ist.
Im Gegensatz zum heutzutage umgangssprachlich genutzten Wort Asozialität findet sich Dissozialität recht selten im deutschen Sprachgebrauch. Verwendet wird Dissozialität größtenteils neben den bereits erwähnten Fachgebieten in juristischen Kontexten sowie gelegentlich bei pädagogischen Diagnosen. So ist z. B. bei Kriminellen und Straftätern die Rede von dissozialem Verhalten, aber auch bei introvertierten bzw. zurückhaltenden Personen, die sich gänzlich aus der Gesellschaft isolieren, wird mitunter von Dissozialität gesprochen.
In der ICD-10 wird die dissoziale (antisoziale) Persönlichkeitsstörung unter der Schlüsselzahl F60.2 geführt.
In der Zeit der nationalsozialistischen Rassenhygiene wurde zwischen (endogener) Dissozialität, die rassisch oder erblich bedingt sei, und (exogener) Asozialität, die durch äußere Einflüsse herbeigeführt oder erworben wird, unterschieden. Exogene Asozialität versuchte man überwiegend durch Zwangserziehung, Jugendhaftanstalten und Arbeitserziehungslager zu bekämpfen, während die Folgen der Diagnose endogene Dissozialität zumeist medizinische Versuche und Euthanasie waren. Sowohl Asozialität wie auch Dissozialität wurden als politisch motiviert und somit als „Verbrechen gegen die Volksgemeinschaft“ interpretiert.

## Dissoziale Persönlichkeitsstörung
Nicht jede Verwendung von Dissozialität als Begriff ist im Sinne einer (psychischen) Störung gemeint. Während das DSM-IV die Diagnose einer dissozialen Persönlichkeitsstörung ausdrücklich erst ab dem 19. Lebensjahr gestattet, gibt die ICD-10 keine entsprechend enge Grenze vor. Die ICD-10-Kriterien beschreiben neben sozialer Devianz charakterologische Besonderheiten, insbesondere Egozentrik, mangelndes Einfühlungsvermögen und defizitäre Gewissensbildung. Kriminelle dissoziale Handlungen sind also keine Bedingung sine qua non. Mindestens drei der in der ICD-10 genannten Merkmale müssen erfüllt sein.
Hierzu gehören:
- Gefühlskälte und mangelnde Empathie gegenüber anderen
- Missachtung sozialer Normen
- Beziehungsschwäche und Bindungsstörung
- Geringe Frustrationstoleranz und impulsiv-aggressives Verhalten
- Mangelndes Schulderleben und Unfähigkeit zu sozialem Lernen
- Vordergründige Erklärung für das eigene Verhalten und unberechtigte Beschuldigung anderer
- Anhaltende Reizbarkeit.